# Château de Pierre II
Le château de Pierre II est un ancien château fort, du début du XIe siècle, situé dans la commune de Guingamp dans les Côtes-d'Armor en Bretagne, élevé sur ordre de Pierre II dit le Simple.
Ce patrimoine oublié de la ville ayant été occupé jusqu'au XXe siècle par une école primaire, des fouilles archéologiques récentes (2005) ont permis de mettre au jour tout un pan de l'histoire de la ville.
Les vestiges du château ont été inscrits aux titre des monuments historiques en 1926.

## Situation géographique
Situé sur une hauteur, le château de Pierre II domine la vallée du Trieux et la rivière du même nom.

### Fortifications & remparts
Le château faisait également partie de la ceinture défensive de la ville : des remparts construits en 1446 par Jean de Beuves pour Pierre II, étaient également présents et dessinaient les contours de la ville au XVe siècle.
À l'achèvement des remparts en 1456, la ville comptait :
- six tours (« Toulquéllénic », « Traou-Zach », « Saint-Sauveur », « Luduec », « La Fontaine » et « Champ du Roy au Mauroy ») ;
- quatre portes d'accès : (« Quincy », « Locmikaël », « Tréguier », « Montbareil », « Porte de Rennes ») ;
- et deux poternes, qui venaient compléter ce système défensif : « Quincy » et « Saint-Jacques » (barbacane défendant l'accès est de la ville)[3].

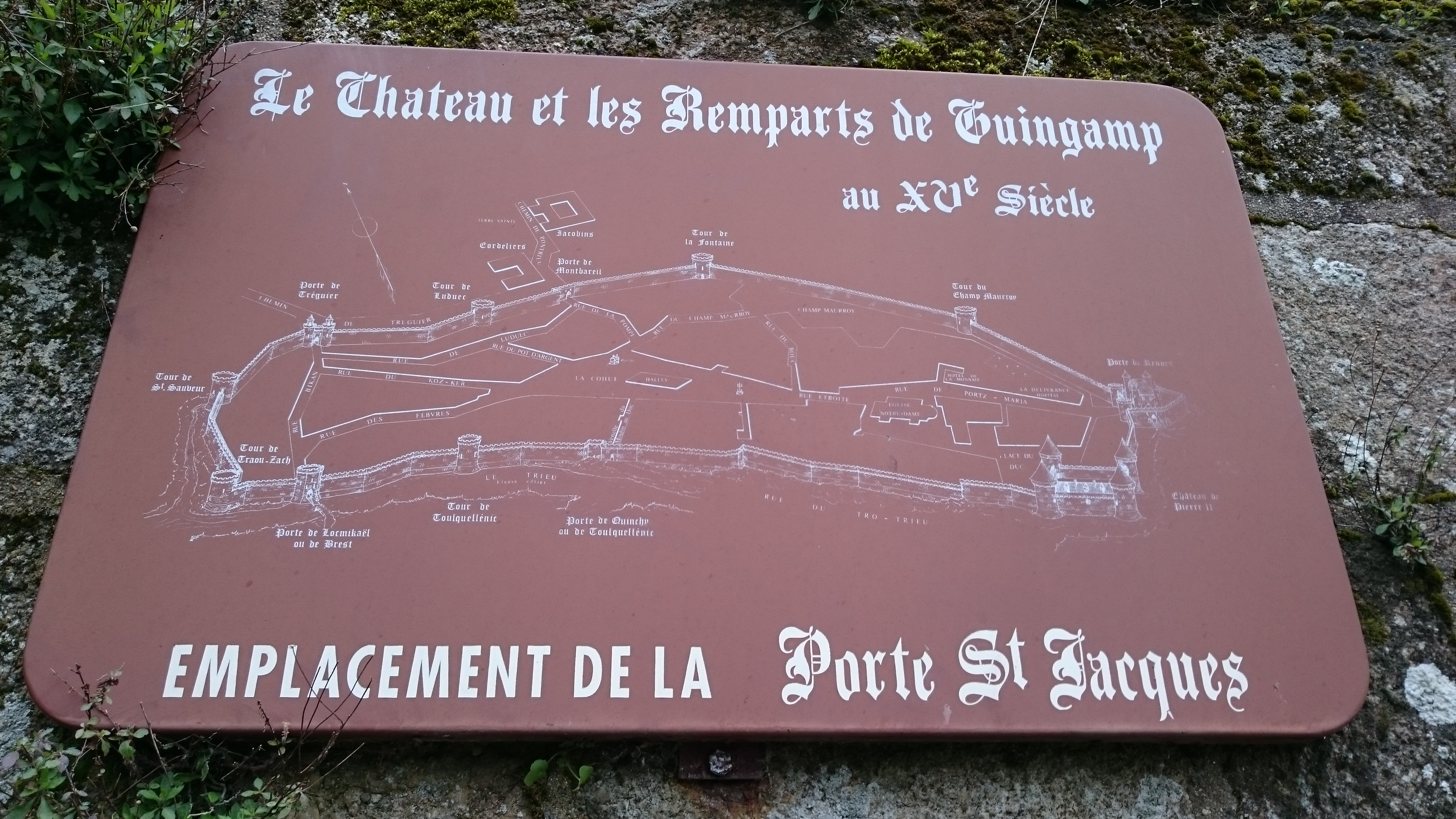
Panneau décrivant le plan des remparts de la ville de Guingamp, présents au XVe siècle.
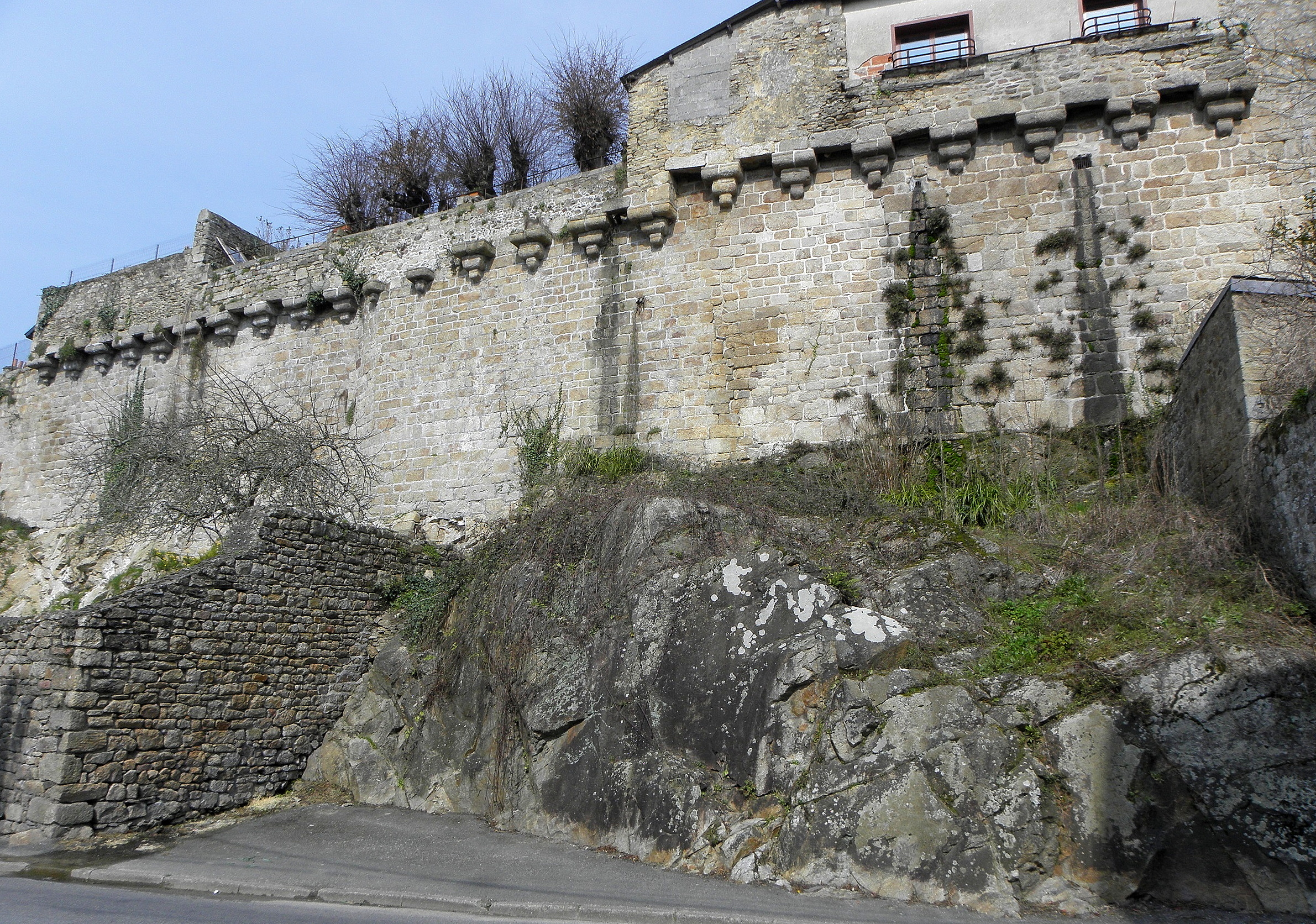
Remparts entre le château et la porte de Toulquéllénic.
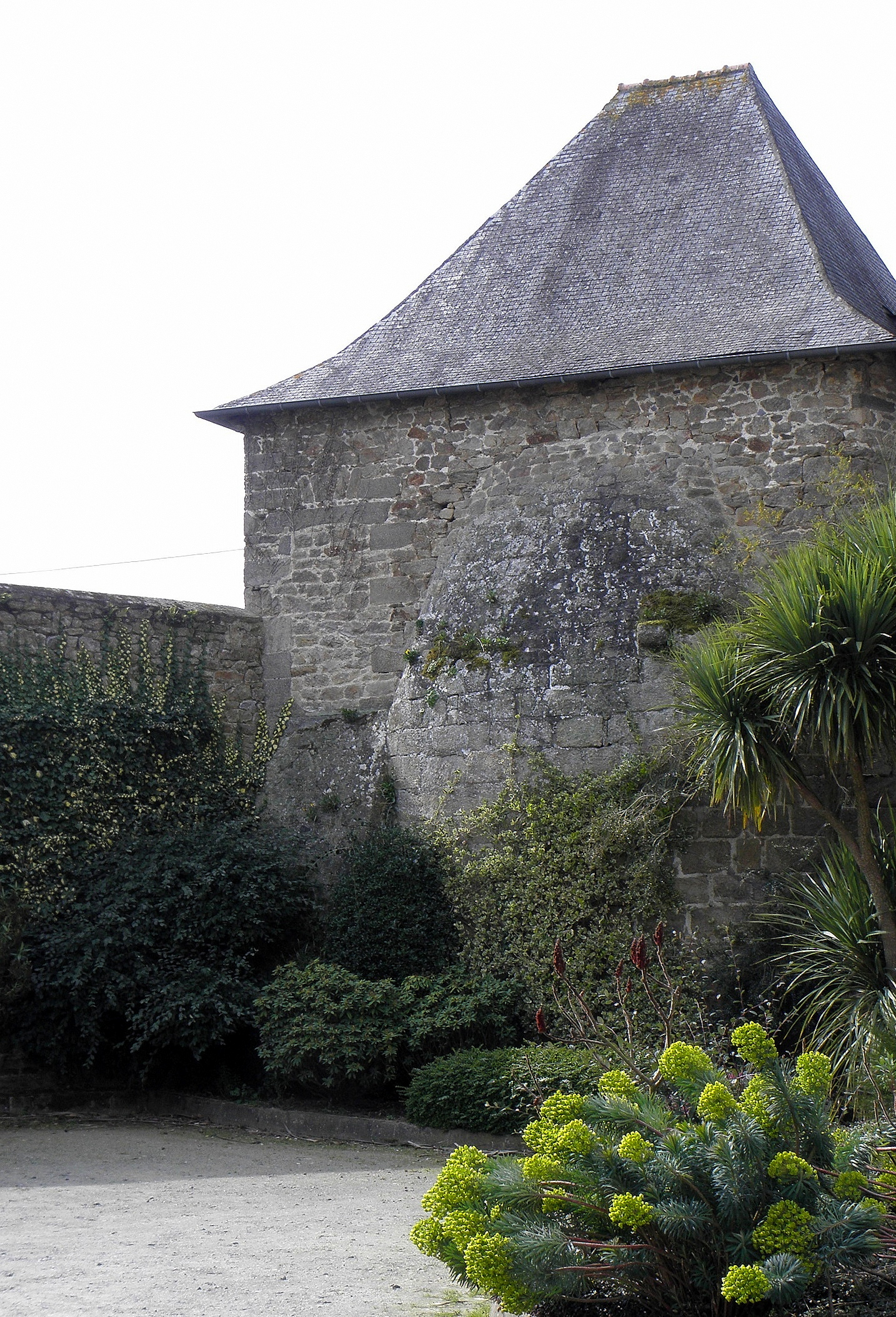
Vestige tour de la Fontaine sur les remparts.
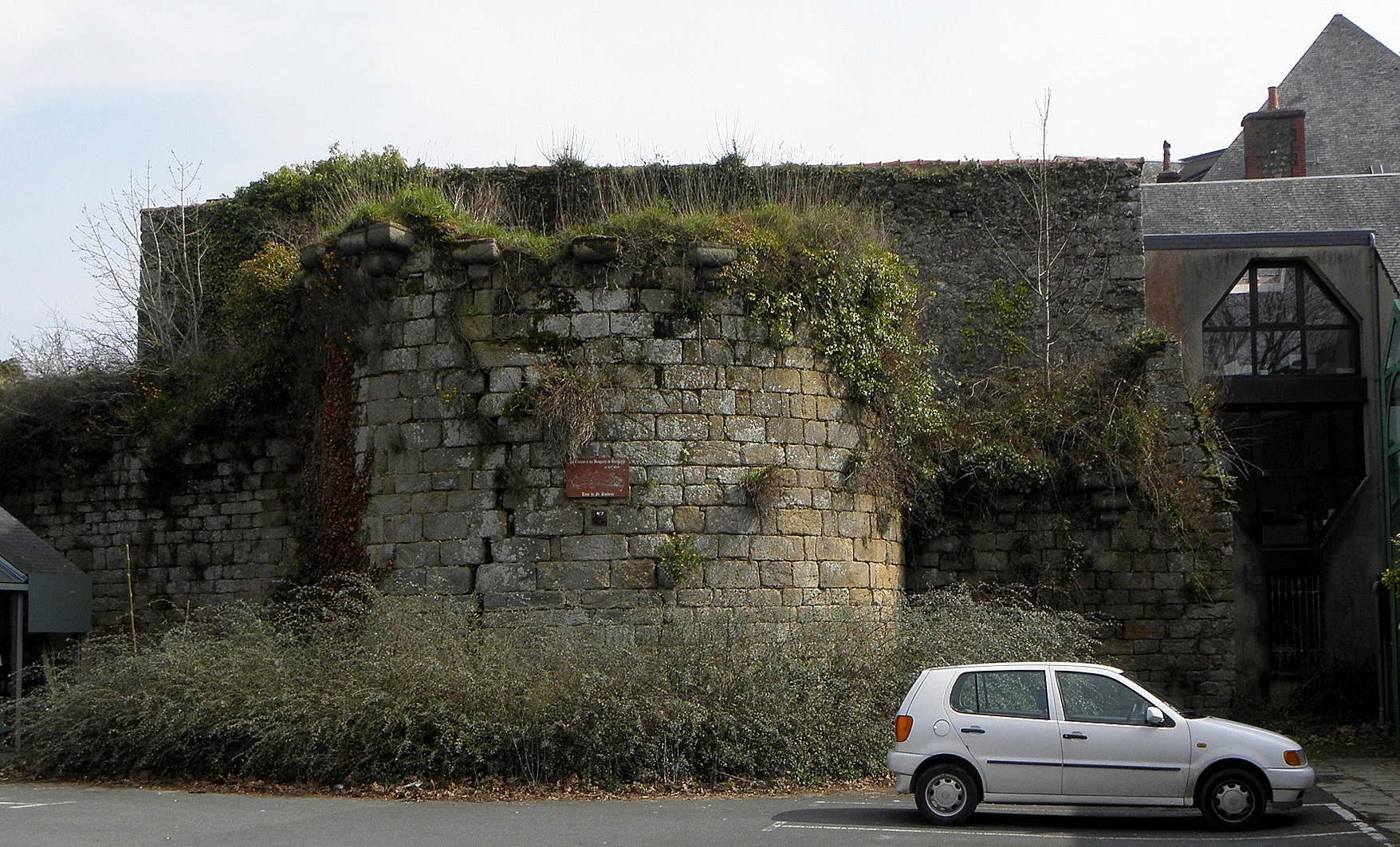
Vestige de la tour Saint-Sauveur.
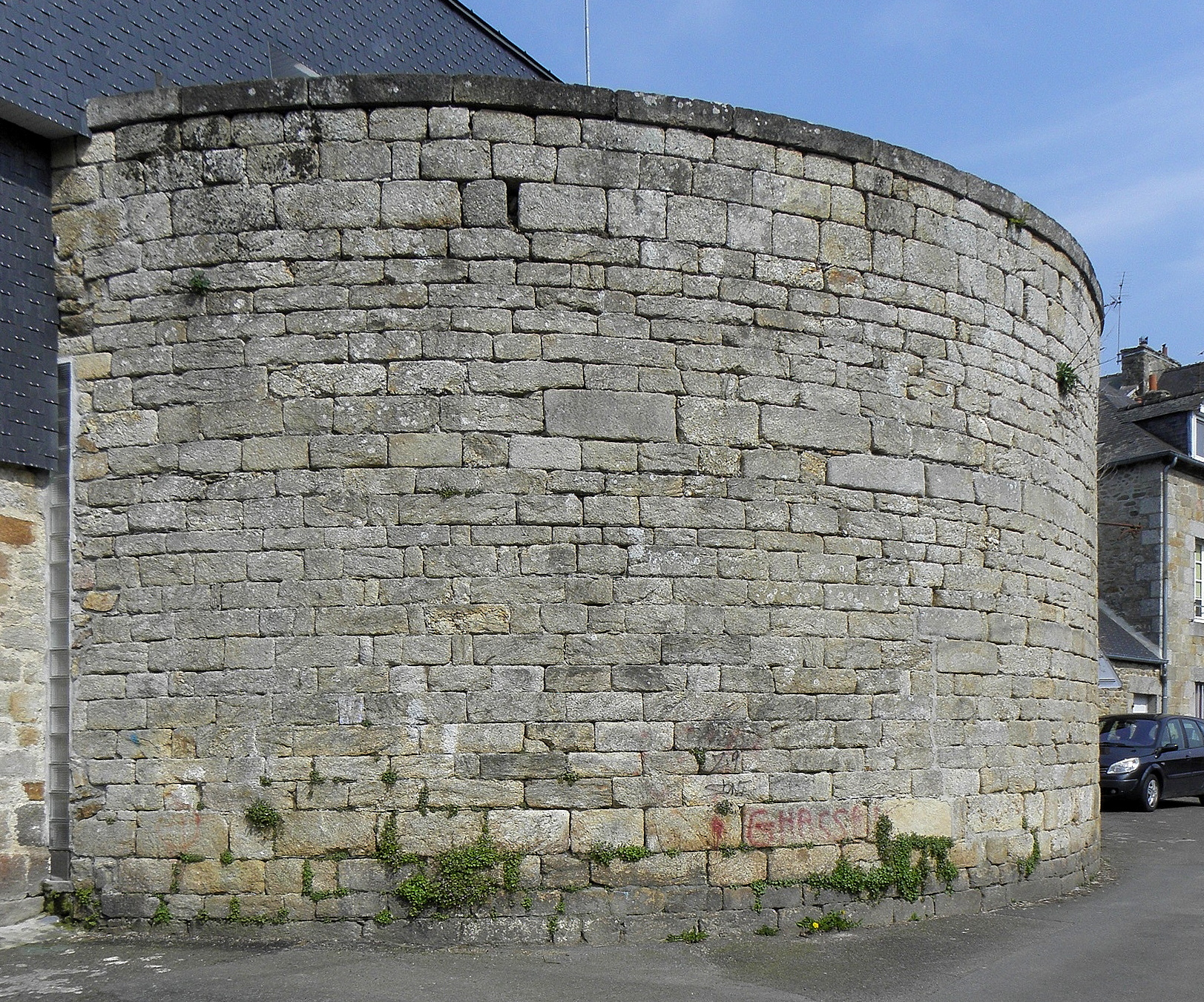
Tour de Traou-Zach (vue côté est).
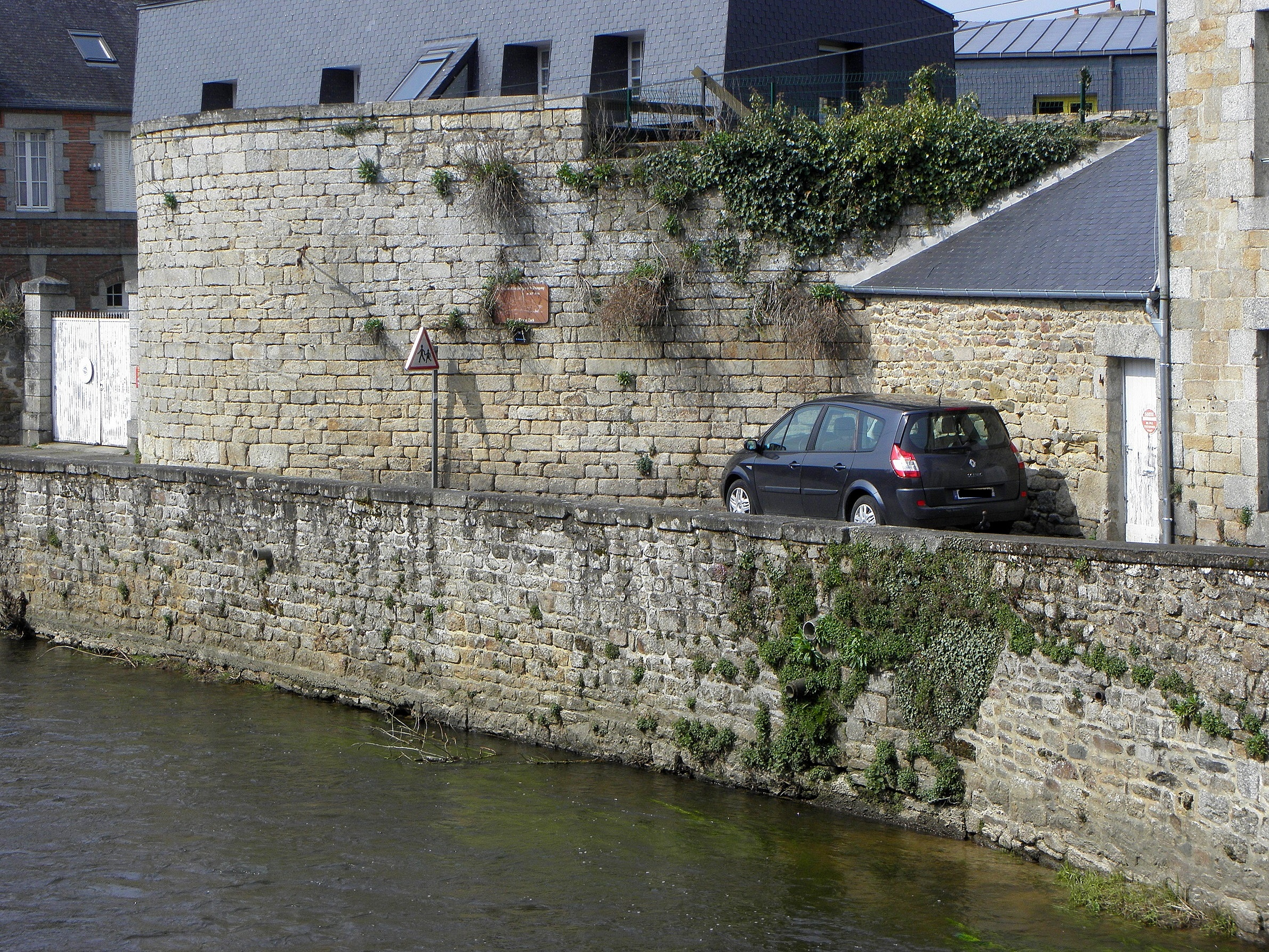
Tour de Traou-Zach (vue côté ouest).

## Historique du site
La motte d'origine dite motte au Comte fut élevée aux alentours du XIe siècle. Au cours du XIIe siècle, cette motte fut rasée sur ordre des Plantagenêt lors de la reprise du duché de Bretagne et remplacée par une fortification polygonale en pierre, jusqu'à la fin du XIVe siècle, date à laquelle le duc de Bretagne Jean V ordonna sa destruction. C'est à cette date que fut érigée la nouvelle structure médiévale sur ordre de Pierre II de Bretagne.

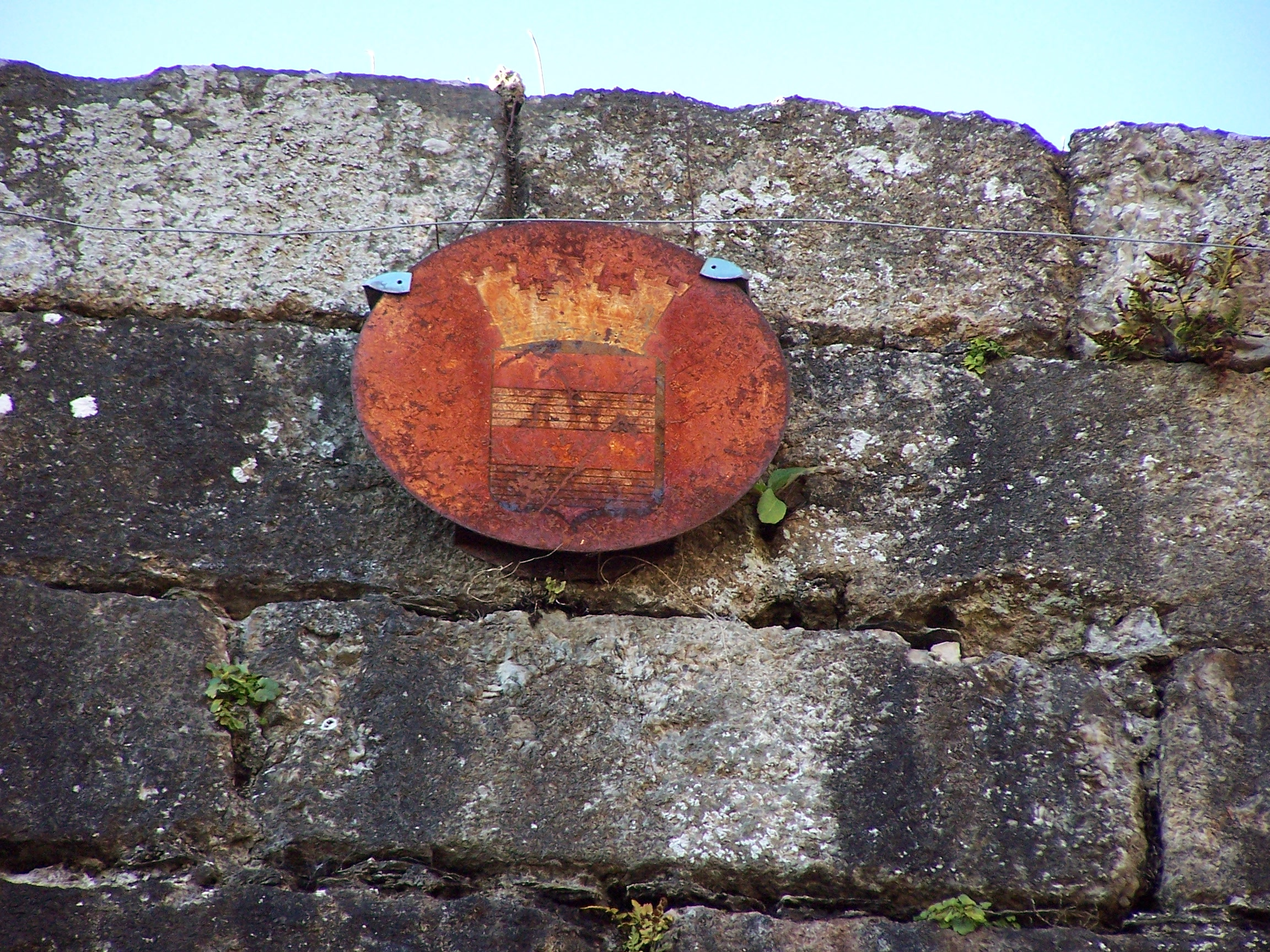
Blason Château Guingamp.

Le démantèlement de l'édifice fut ordonné par Louis XIII en 1626, en représailles de la révolte de César de Vendôme (conspiration de Chalais), seigneur de Guingamp à l'époque.

## Description architecturale

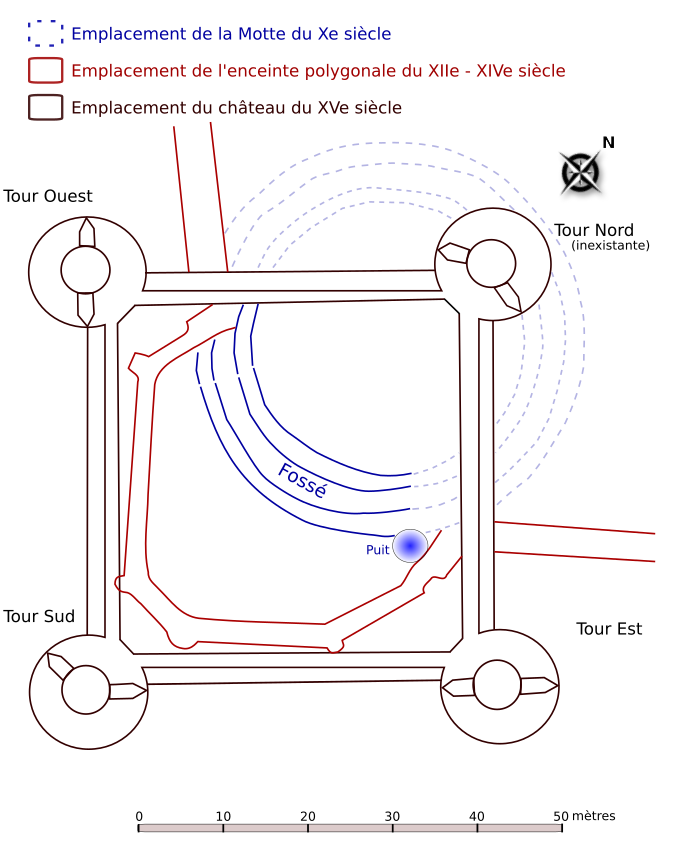
Le plan du château de Pierre II

Construite au XIe siècle sur le comté de Guingamp, la motte castrale apparaît dans les écrits historiques. Elle mesurait une trentaine de mètres de diamètre.
Entre les XIIe et XIVe siècles, de profondes modifications apparaissent : le château se présente sous la forme d'une enceinte polygonale orientée au sud.
Au XVe siècle, la forteresse d'artillerie actuelle prend forme en lieu et place, sur un plan carré de 36 mètres de côté.
De section carrée, le château n'offre plus aujourd'hui que trois tours visibles, chacune d'un diamètre de 13,50 m et d'une hauteur de 20 m.

## Remise en valeur du patrimoine
À la suite des diagnostics menés en 2002 et aux fouilles préventives de 2005 menées par l'Institut national de recherches archéologiques préventives, ce patrimoine d'une grande valeur historique est l'objet d'attentions par la ville de Guingamp.
Après le déménagement de l'école maternelle et primaire dans les années 1990, le château fut nettoyé en 2004, des bâtiments modernes construits au fil du temps (bâtiment massif central (1834-1840), hébergeant la communauté des Sœurs de la Sagesse et vestiges de l'école de filles, transférée). Le dégagement de ces bâtiments permit de faire les premières fouilles en 2005.
Un projet présenté en 2013 par le cabinet d'architectes Deverney, vise à faire redécouvrir le château aux habitants en le mettant en valeur ; des chemins piétonniers, le gommage de bâtiments modernes (la Croix d'Or), l'aménagement de palissades en bois afin de représenter physiquement les limites du château d'origine, sont autant de moyens qui seront employés.
Quatre phases de travaux sont prévues afin de restaurer le site et de permettre à la population de la ville de se le réapproprier :
Phase 1 (démarrée le premier semestre 2014) :
- Effectuer des remblaiements, nivellements et engazonnements.
- Contribuer à la mise en valeur des trois stades du château (motte, enceinte polygonale et château).
- Mise en sécurité ; pose d'une palissade de bois reprenant l'architecture manquante du pan nord des remparts et de la tour nord.

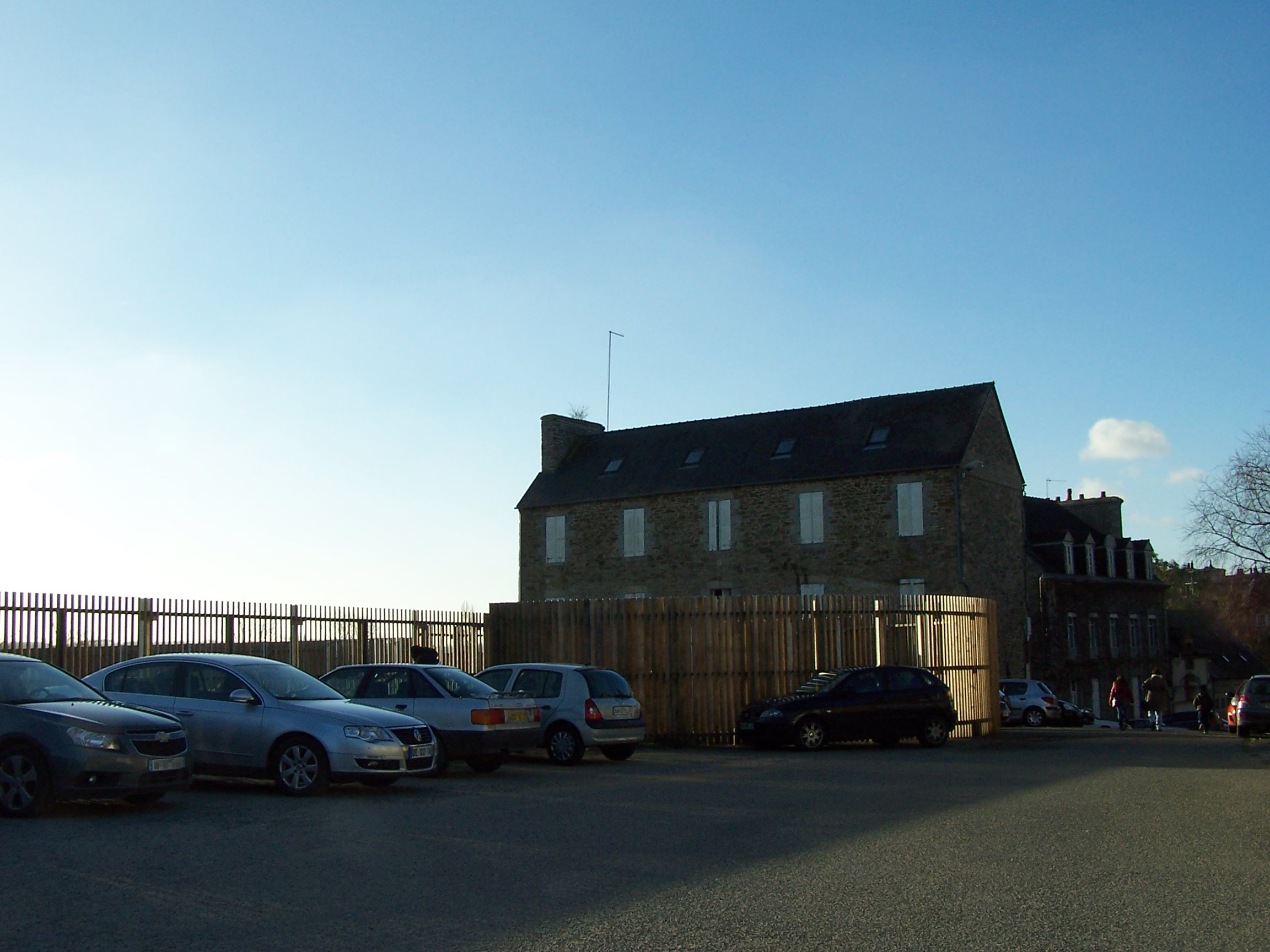
Reconstitution visuelle du rempart et tour nord en palissade bois posé a clin
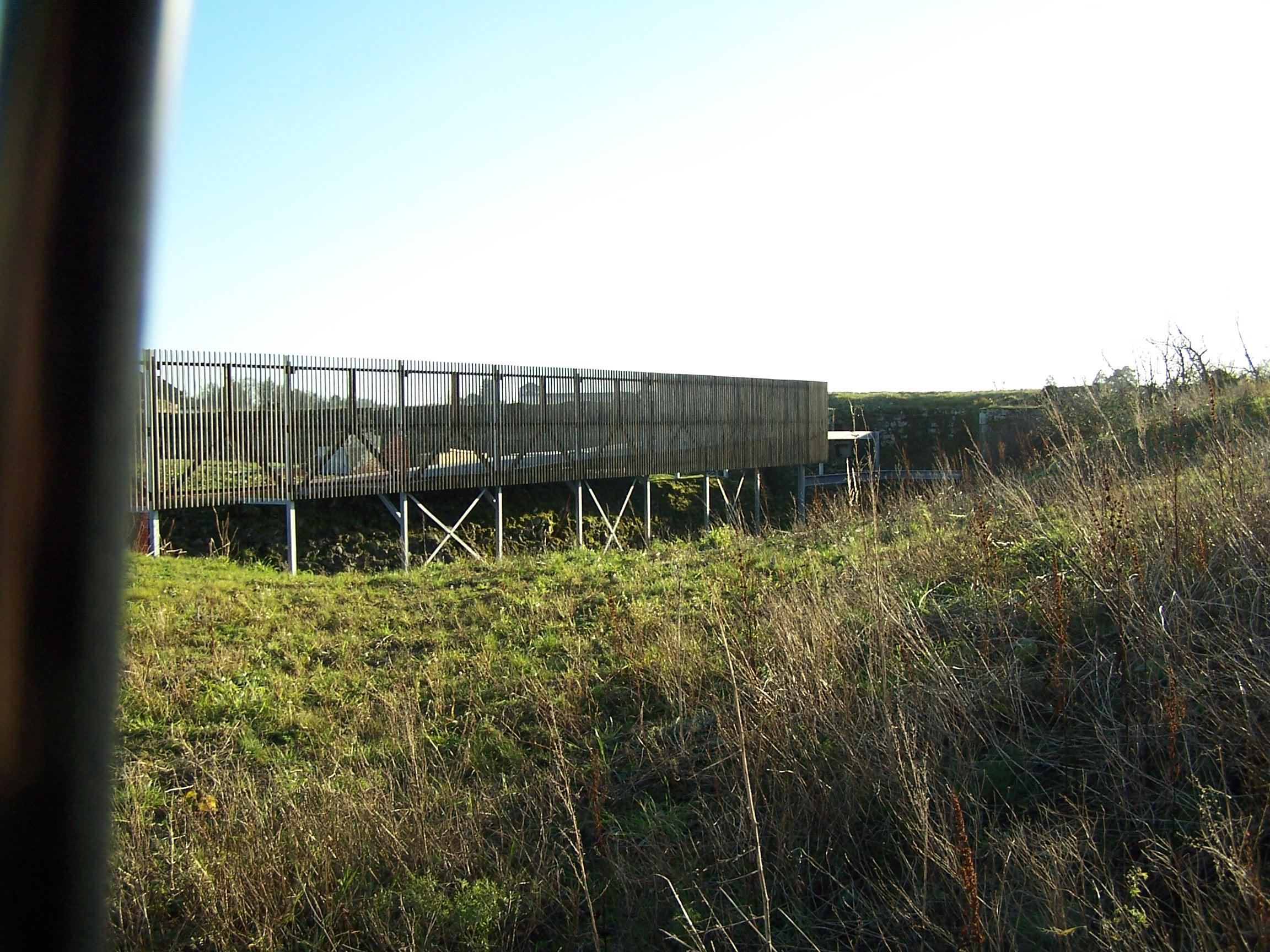
Reconstitution du rempart nord, panneau en bois a clin.

Phase 2 (démarrage fin février 2015) : 
- Nettoyage des parements des remparts.
- Consolidation de la tour Est (fragilisée à la suite de l'effondrement de sa toiture).
- Pose d'un garde-corps sur le rempart pour accès à la courtine sud-ouest et la réfection des joints de maçonnerie.

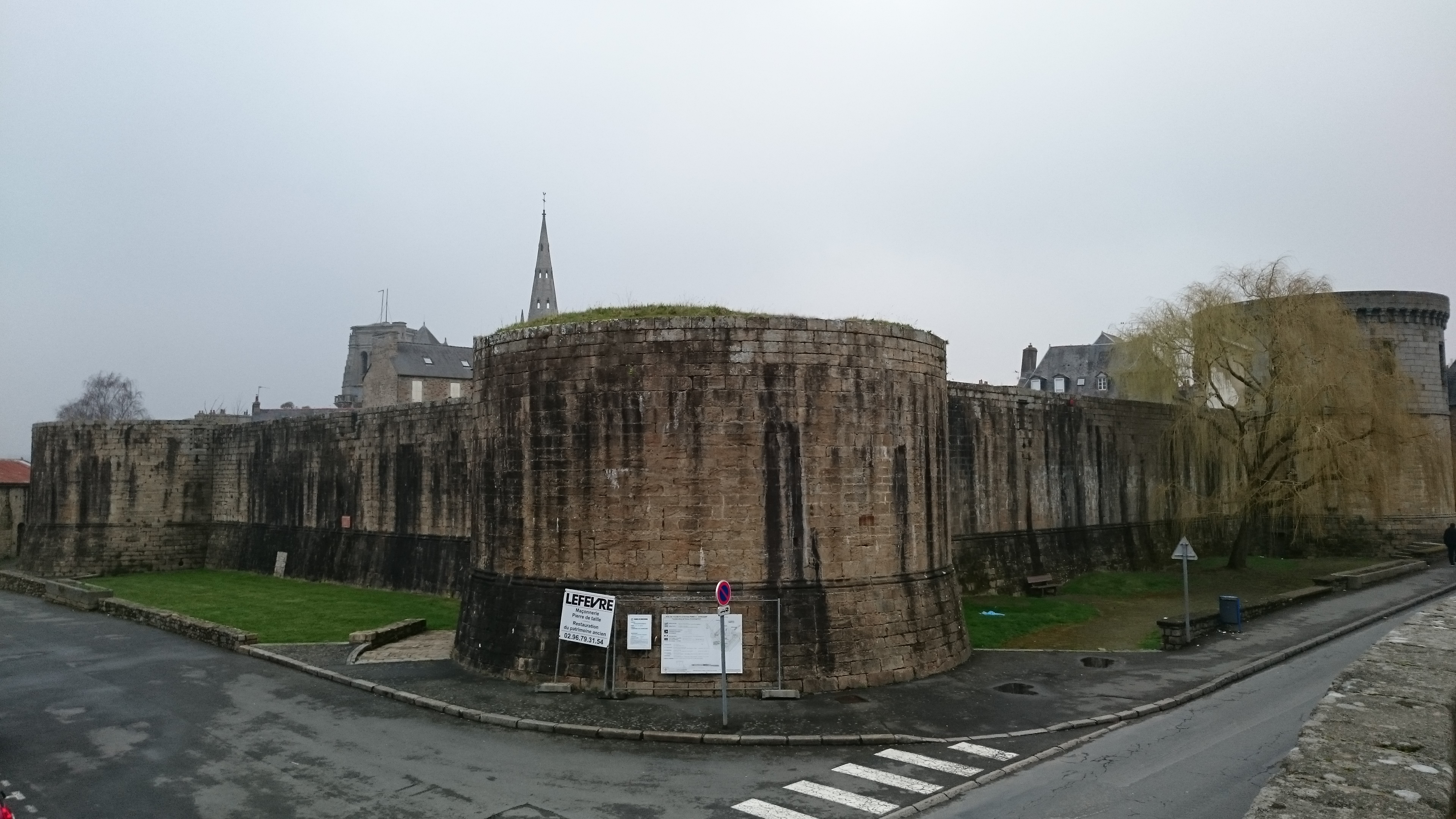
Tour sud avant restauration, février 2015
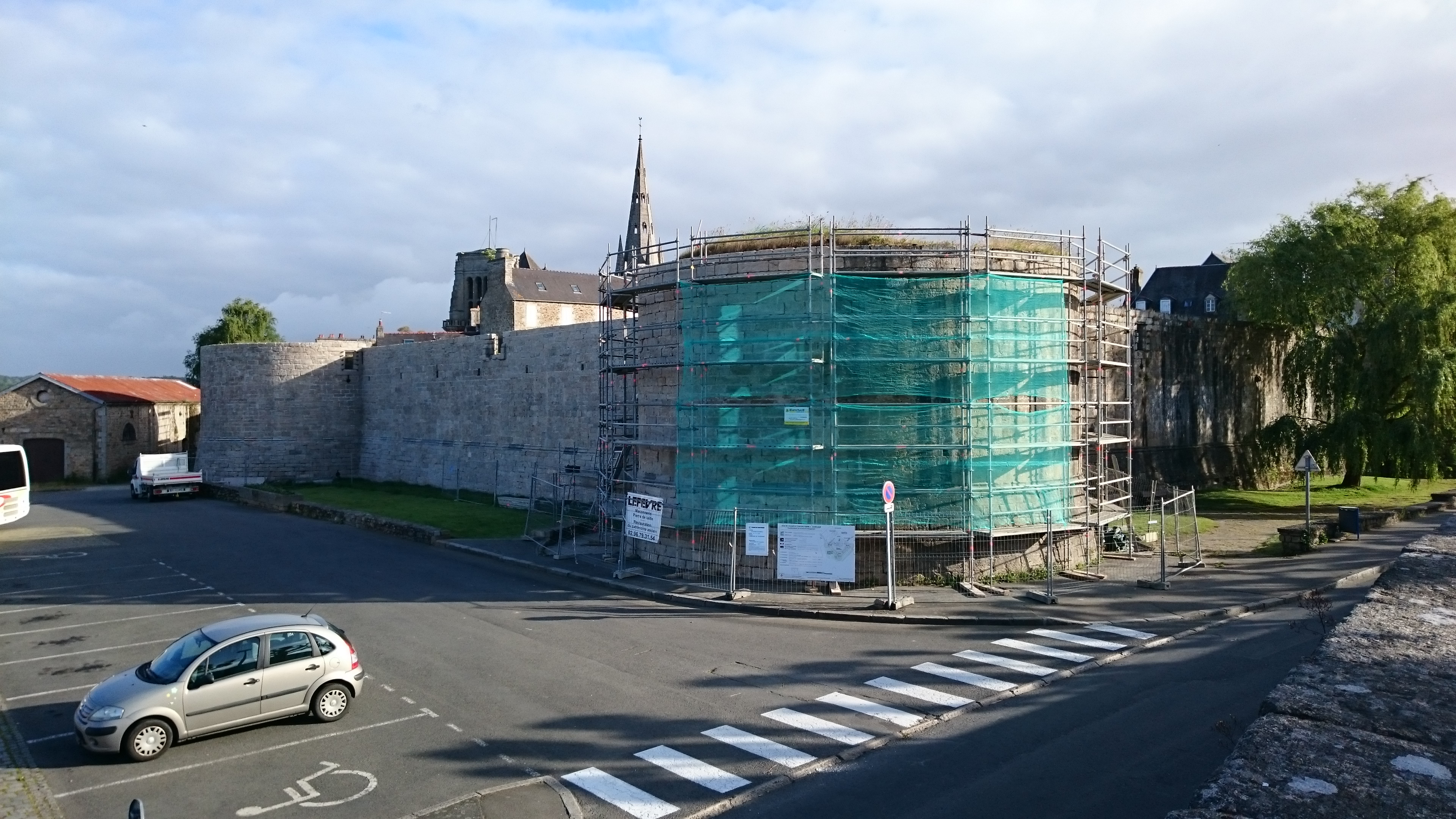
Chantier de restauration du château en 06/2015 - tour sud
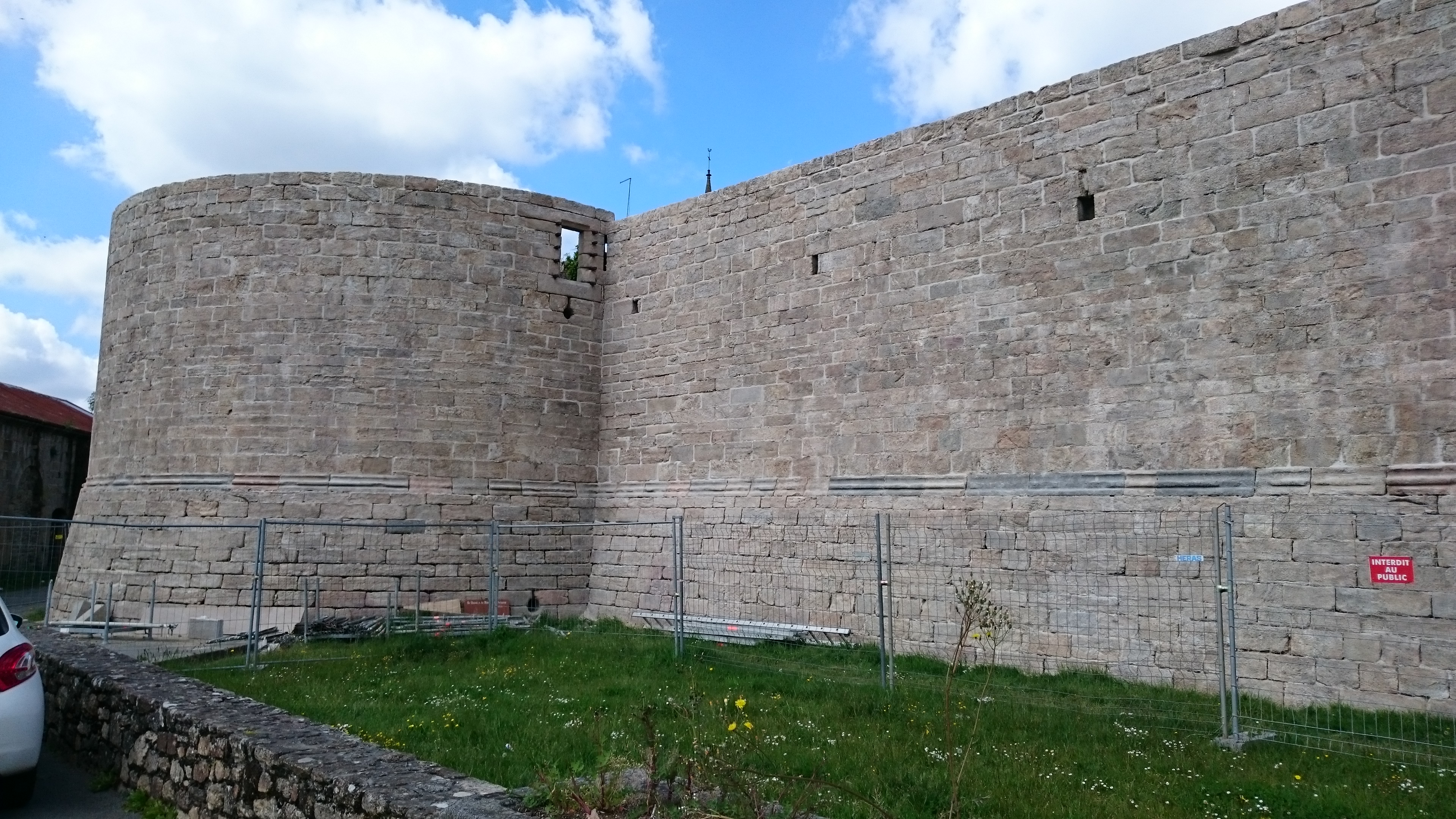
Chantier de restauration du château en 06/2015 - tour est
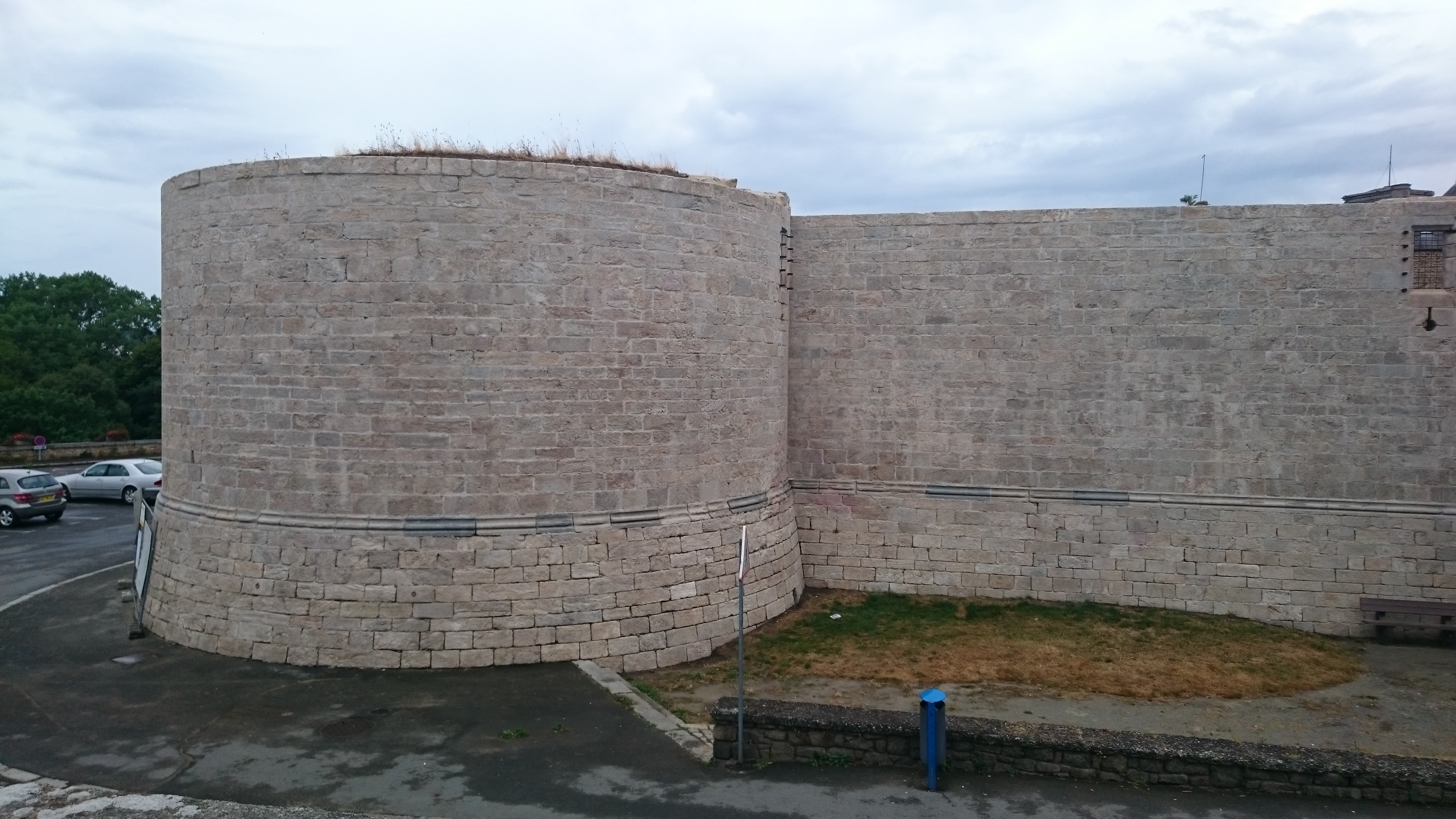
Chantier de restauration du château en 07/2015 - tour sud
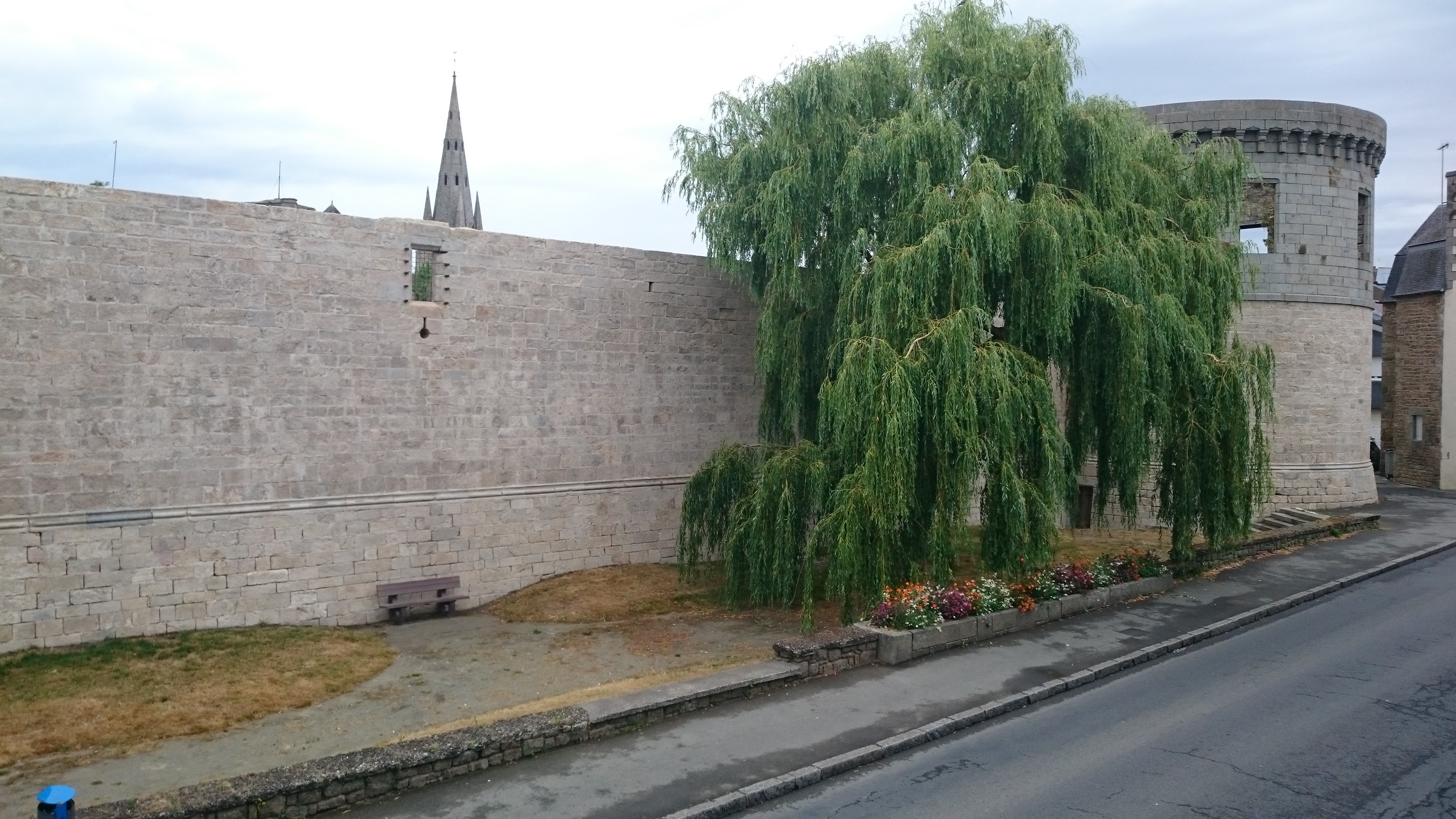
Chantier de restauration du château en 07/2015 - tour est
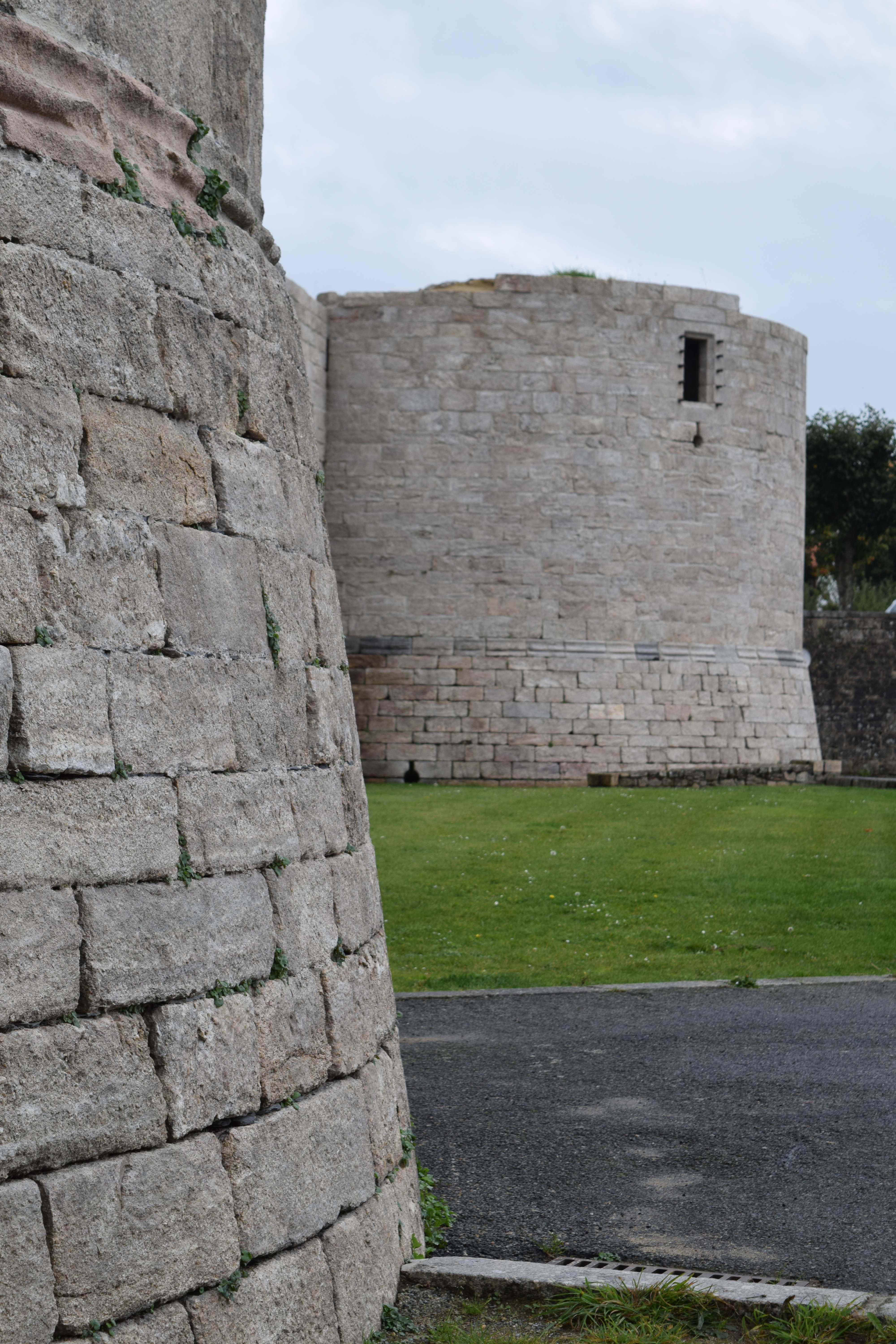
Vue détaillée de l'escarpe de la tour Ouest, avec tour Sud au second plan
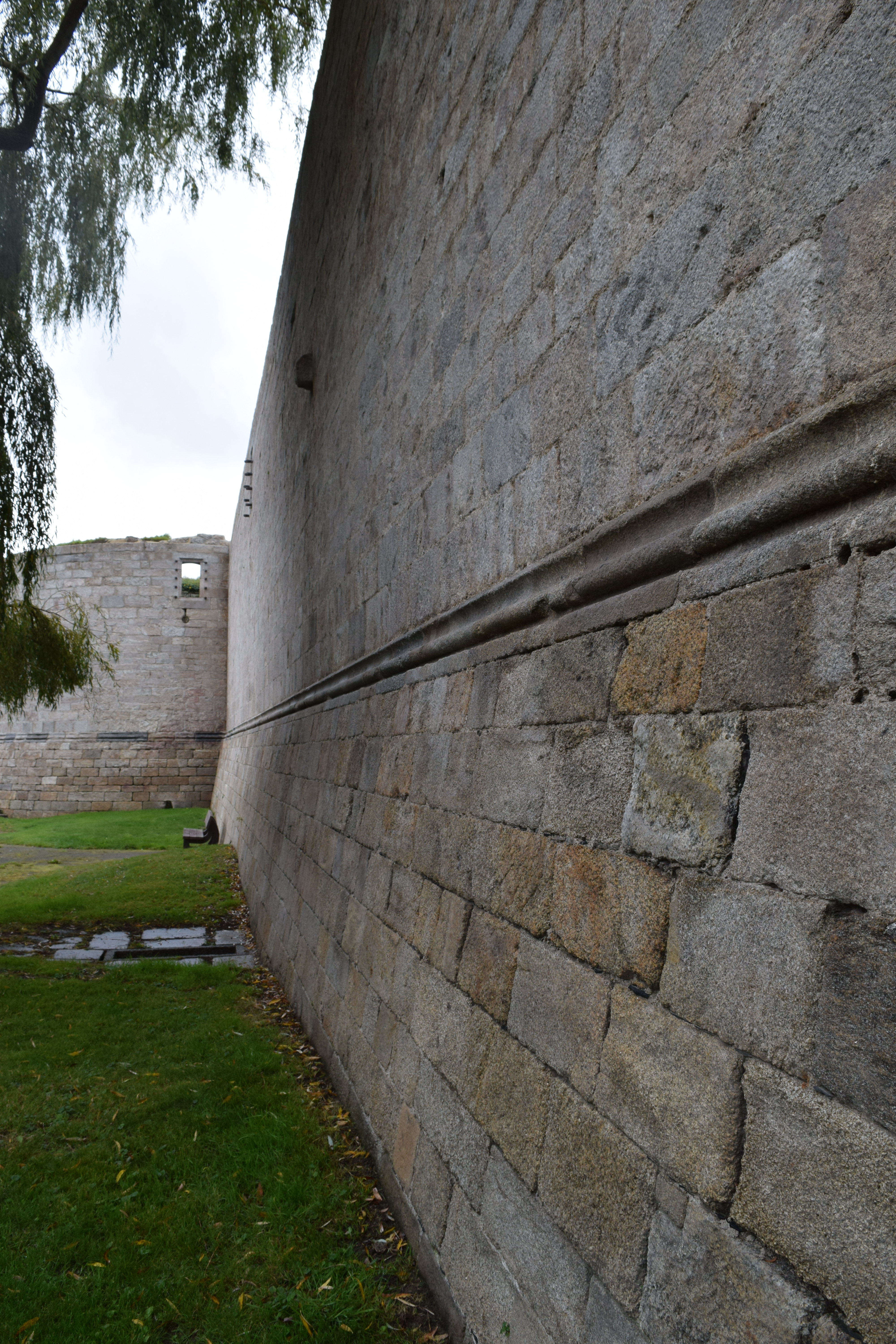
Vue de la courtine vers la tour sud

Phase 3 :
- Installation de caillebotis et garde-corps sur les tours ouest, sud et nord afin de permettre l'accès au grand public.

Phase 4 :

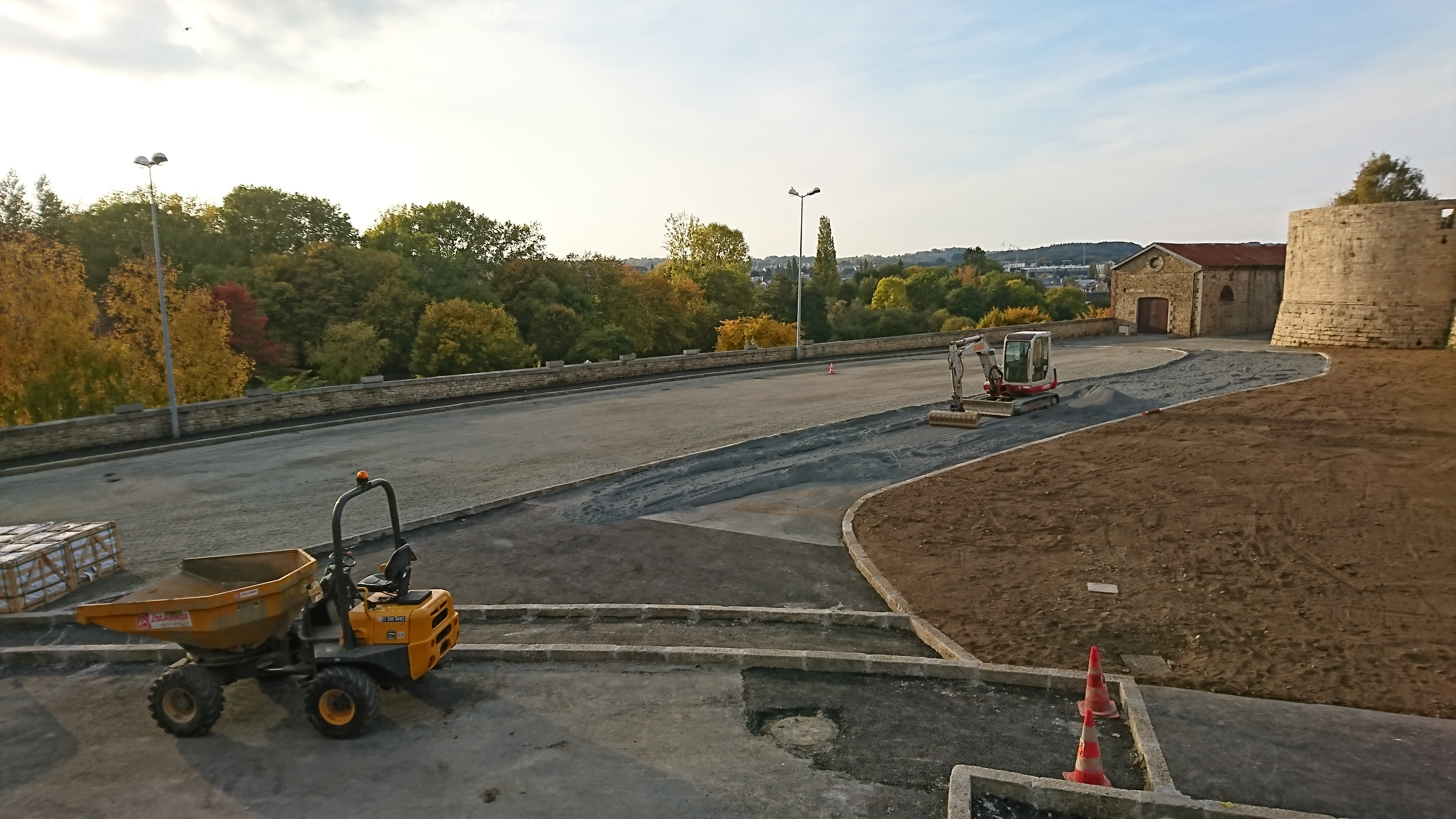
Travaux de la phase IV (octobre 2016), réalisation du glacis végétal et réfection du parking existant.
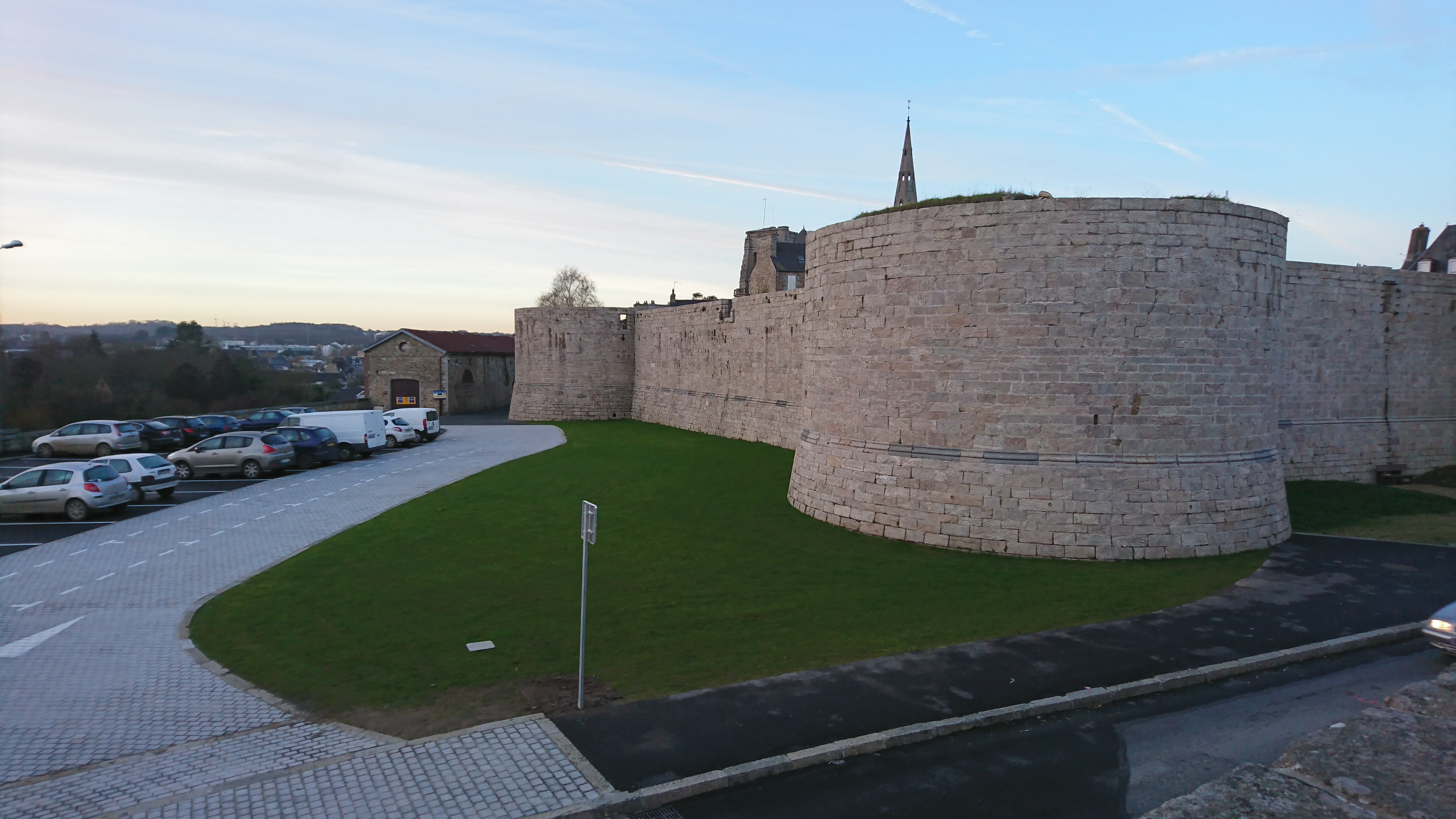
Fin des travaux phase IV - décembre 2016

- Aménagement de la place en contrebas du château : Petit Vally, par la réfection du parking.
- Réalisation d'un glacis végétal (pente de terre revêtue de gazon).
- Pose de mobilier urbain et de signalétique.